# Andreas Bach
Andreas Bach (Erfurt, Turíngia, 10 d'octubre de 1967) va ser un ciclista alemany que s'especialitzà en la pista. Nascut a l'Alemanya de l'Est, va guanyar dues medalles als Campionats del món de persecució per equips.

## Palmarès en pista
- 1994
  -  Campió del món de persecució per equips (amb Jens Lehmann, Guido Fulst i Danilo Hondo)
  -  Campió d'Alemanya en Persecució per equips (amb Erik Weispfennig, Robert Bartko i Guido Fulst)

## Palmarès en ruta
- 1992
  - Vencedor d'una etapa a la Volta a la Baixa Saxònia
- 1995
  - Vencedor d'una etapa a la Volta a la Baixa Saxònia